# Fruchthof Berlin

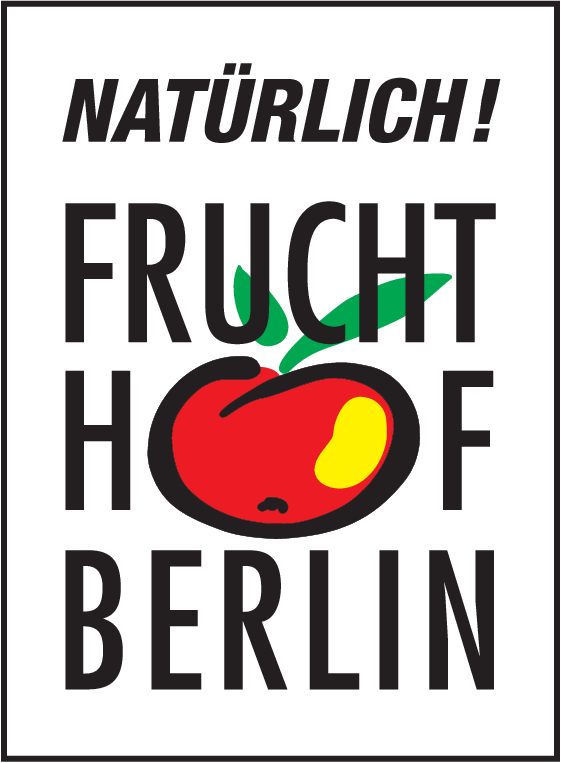
Logo des Fruchthofes Berlin

Der Fruchthof Berlin im Berliner Ortsteil Moabit (Beusselstraße 44n–q) ist ein Teil des Berliner Großmarktes. Auf rund 85.000 Quadratmetern Fläche sind hier rund 100 Firmen ansässig, davon rund 50 mittelständische Großhandelsfirmen.

## Infrastruktur
Betreibergesellschaft des Fruchthofs Berlin ist die Fruchthof Berlin Verwaltungsgenossenschaft eG. Sie ist Generalmieter der Berliner Großmarkt GmbH und betreibt neben den Verkaufsflächen in der Fruchthofhalle den Großteil der zentralen Infrastruktureinrichtungen am Berliner Großmarkt. Der Gesamtumschlag am Fruchthof Berlin beträgt rund 220.000 Tonnen im Jahr. Das Einzugsgebiet reicht von der Region Berlin/Brandenburg über Mecklenburg-Vorpommern bis nach Sachsen. Die vor Ort ansässigen Firmen und weitere am Berliner Großmarkt ansässige Genossenschaftsmitglieder stellen mit über 1200 rund die Hälfte der am Berliner Großmarkt bestehenden Arbeitsplätze.

## Unternehmen

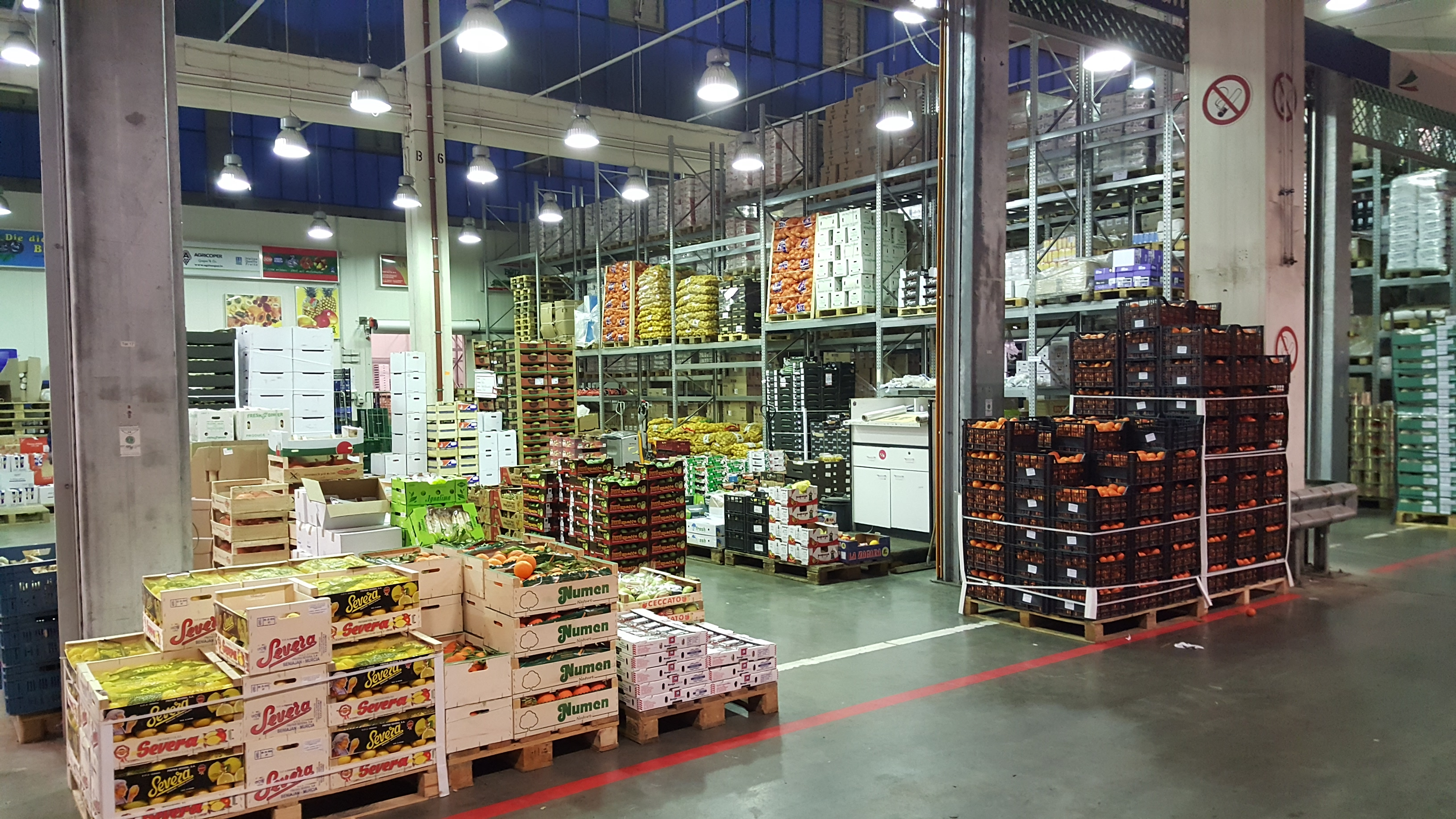
Innenaufnahme des Fruchthofes

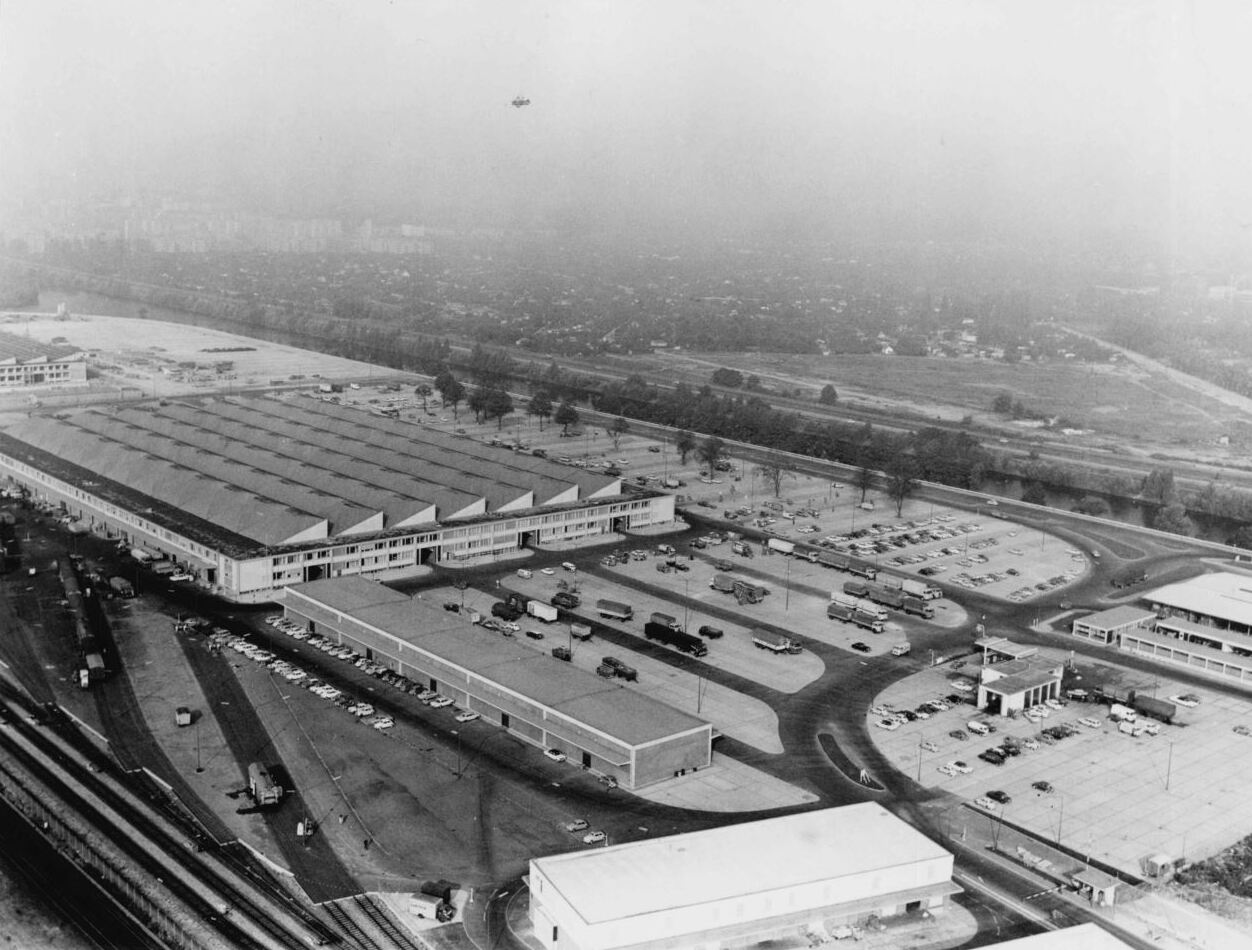
Luftaufnahme des Geländes, 1965

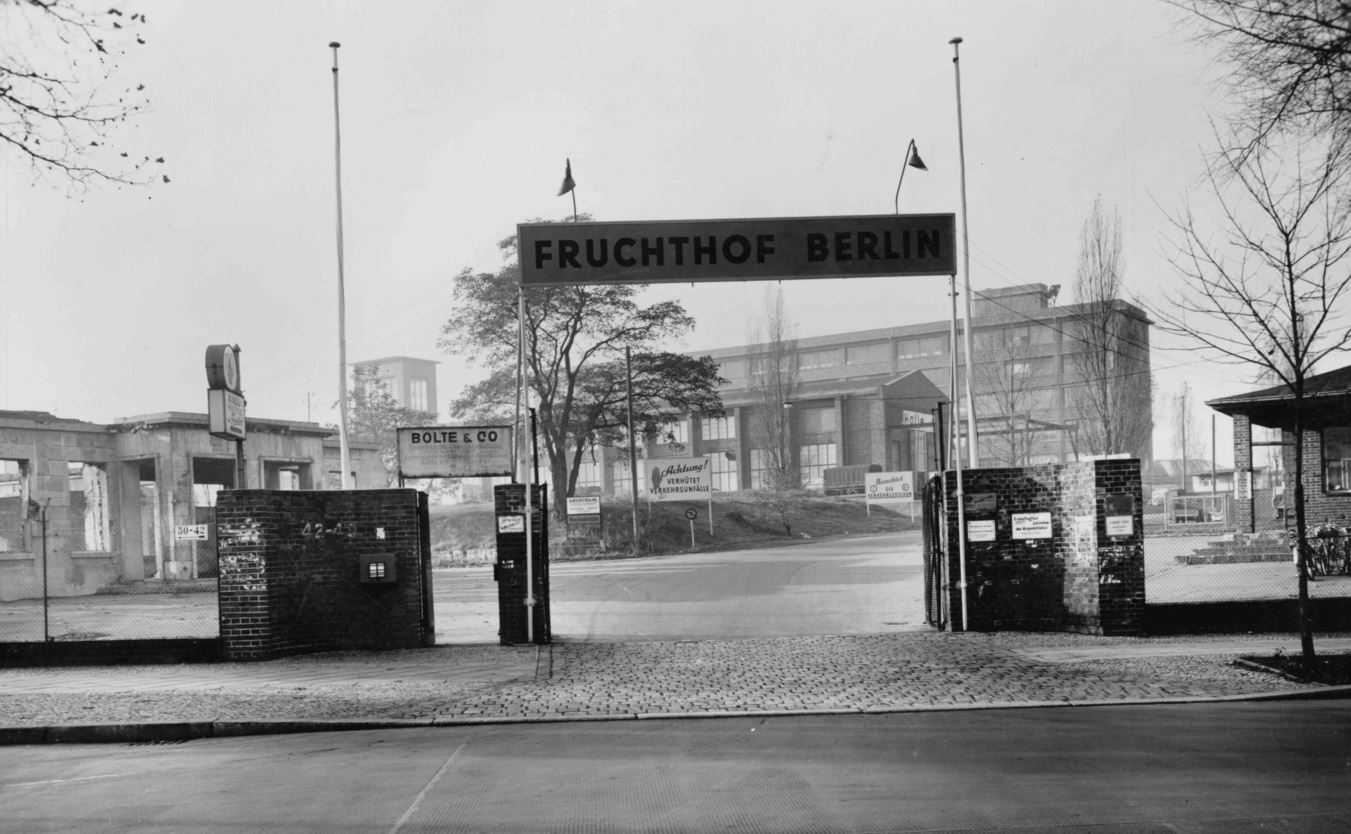
Die Anfänge des Fruchthofs Berlin, 1949

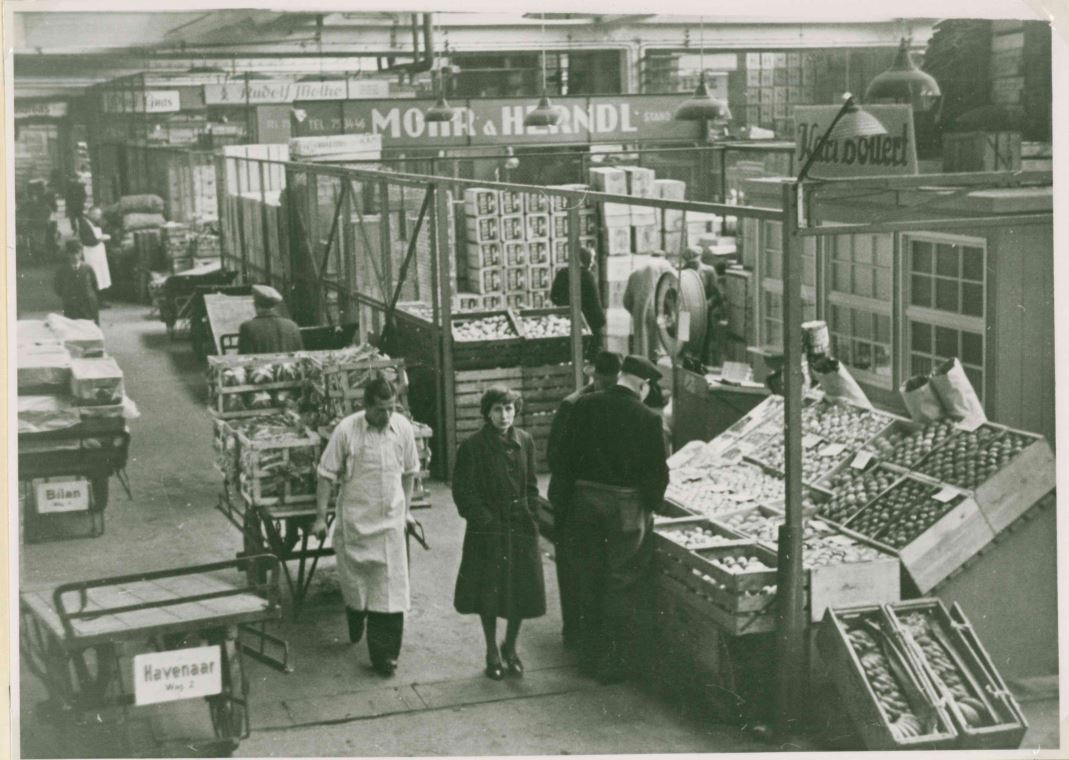
Der Fruchthof Berlin, 1951

Zur satzungsgemäßen Förderung und Betreuung ihrer Mitgliedsunternehmen und der örtlich ansässigen Großhandelsfirmen gehören die Entwicklung, die Verwaltung und der Betrieb des Fruchthofs, sowie weiterer infrastruktureller Einrichtungen.
Geschäftsführer sind die beiden Vorstandsmitglieder Dieter Krauß und Max Köpke. Die 30 Mitglieder (Genossen) der Genossenschaft sind 23 mittelständische Großhandelsfirmen, sowie die sieben Aufsichtsrats- und Vorstandsmitglieder. Der Aufsichtsrat setzt sich aus fünf Vertretern der Mitgliedsunternehmen zusammen. Die Genossenschaft beschäftigt zusammen mit ihrer Tochtergesellschaft, der Fruchthof Berlin Service GmbH, insgesamt zehn Mitarbeiter in Geschäftsführung und Verwaltung und arbeitet in fast allen anderen Fachbereichen mit spezialisierten Dienstleistern zusammen.
Die Genossenschaft ist Mitglied im Weltverband der Großmärkte (World Union of Wholesale Markets, WUWM) und der Gemeinschaft zur Förderung der Interessen der deutschen Frischemärkte (GFI). Weiterhin ist sie Mitglied im Deutschen Fruchthandelsverband (DFHV) und in der Initiative 5 am Tag.

## Geschichte
Nach der Teilung Berlins im Anschluss an den Zweiten Weltkrieg im Jahr 1945 befanden sich die bisherigen Zentralmarkthallen am Alexanderplatz im immer schwieriger zu erreichenden Ostteil der Stadt. Die im Westteil Berlins ansässigen Obst- und Gemüsegroßhändler wandten sich mit der Bitte an den Berliner Magistrat, für die Westsektoren Berlins einen eigenen zentralen Großmarkt zu errichten und zu betreiben. Weil von staatlicher Seite jedoch keine Mittel dafür zur Verfügung standen, wurden sie aufgefordert, dies eigenverantwortlich zu tun. Das war die Geburtsstunde der Fruchthof Berlin Verwaltungsgenossenschaft eG. Von 1949 bis 1965 betrieb die Genossenschaft zunächst in Mariendorf und seit 20. März 1965 auf dem Großmarktgelände in der Beusselstraße den Obst- und Gemüsegroßmarkt und zentrale Großmarkteinrichtungen. In den ersten Jahren ihres Bestehens vermittelte sie rund 90 % des West-Berliner Umsatzes an Obst, Gemüse, Süd- und Trockenfrüchten.
Im Jahr 2007 wurde die etwa 30.000 Quadratmeter großen Fruchthofhalle gemeinsam mit der Berliner Großmarkt GmbH saniert und am 20. März 2008 wiedereröffnet.

## Planungen für die Zukunft des Fruchthofs

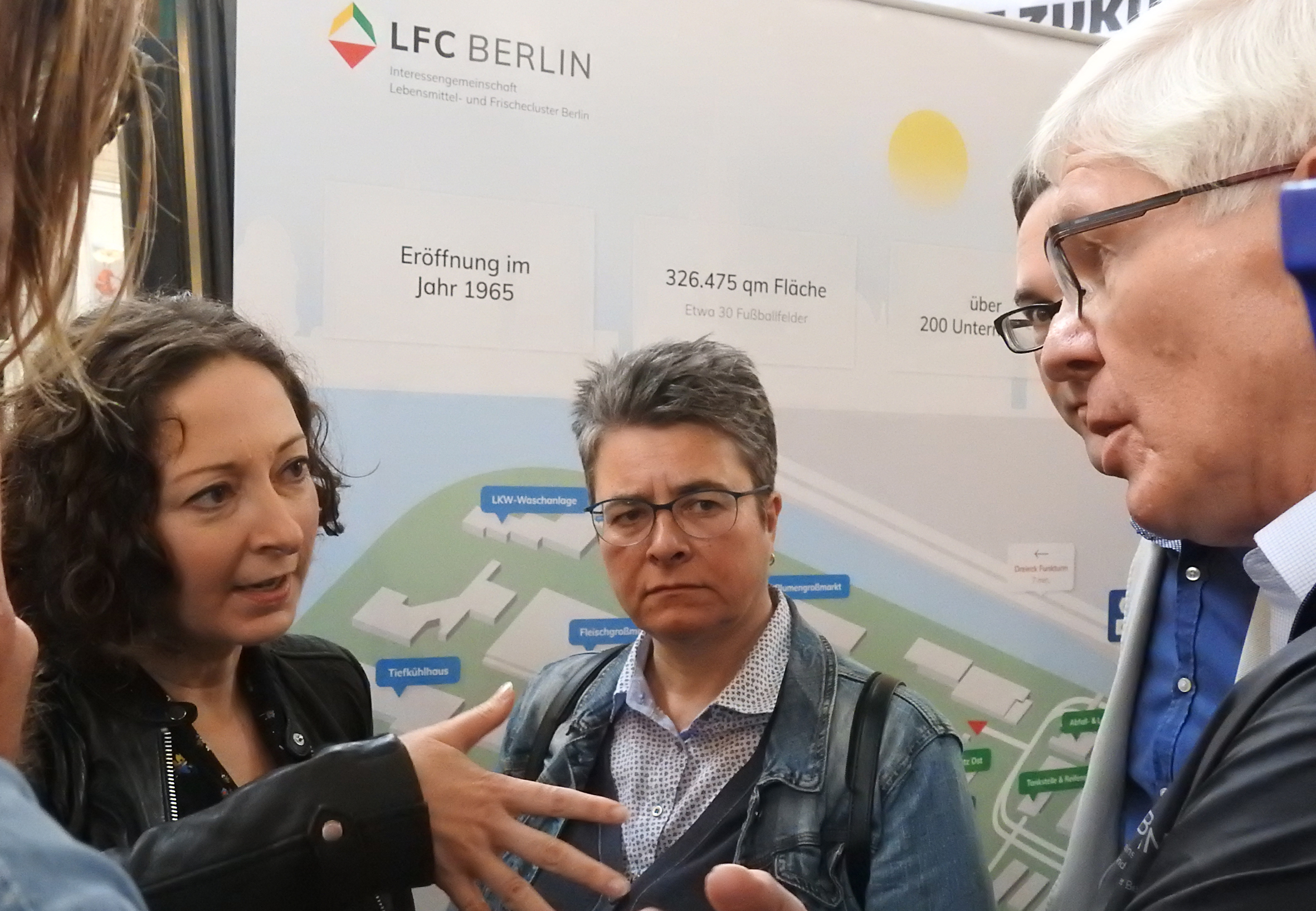
Wirtschaftssenatorin Ramona Pop im Gespräch mit Bezirksbürgermeisterin Monika Herrmann und Fruchthof-Vorstand Dieter Krauß

Unter Federführung des Fruchthofs wurde am 1. August 2017 die Interessengemeinschaft Lebensmittel- und Frischecluster Berlin (IG LFC Berlin) gegründet. In der IG LFC Berlin sind auf dem Großmarkt vertretene Händler des Fruchthofs, des Fleisch- sowie des Blumengroßmarkts organisiert. Sie wird von mehr als 100 Unternehmen am Standort unterstützt – außerdem von der Markthalle IX in Berlin-Kreuzberg. Sprecher der IG ist Dieter Krauß, Vorstand des Fruchthofs. Die IG LFC Berlin strebt an, ein Erbbaurecht für das komplette Großmarktgelände zu erwerben. Mit optimierten Gebäuden und verbesserter Infrastruktur an einem grundlegend modernisierten Standort sollen die Händler zukünftig noch besser und effektiver ihren Beitrag zur Versorgung Berlins leisten können.